# Beleg van Medemblik (1588)

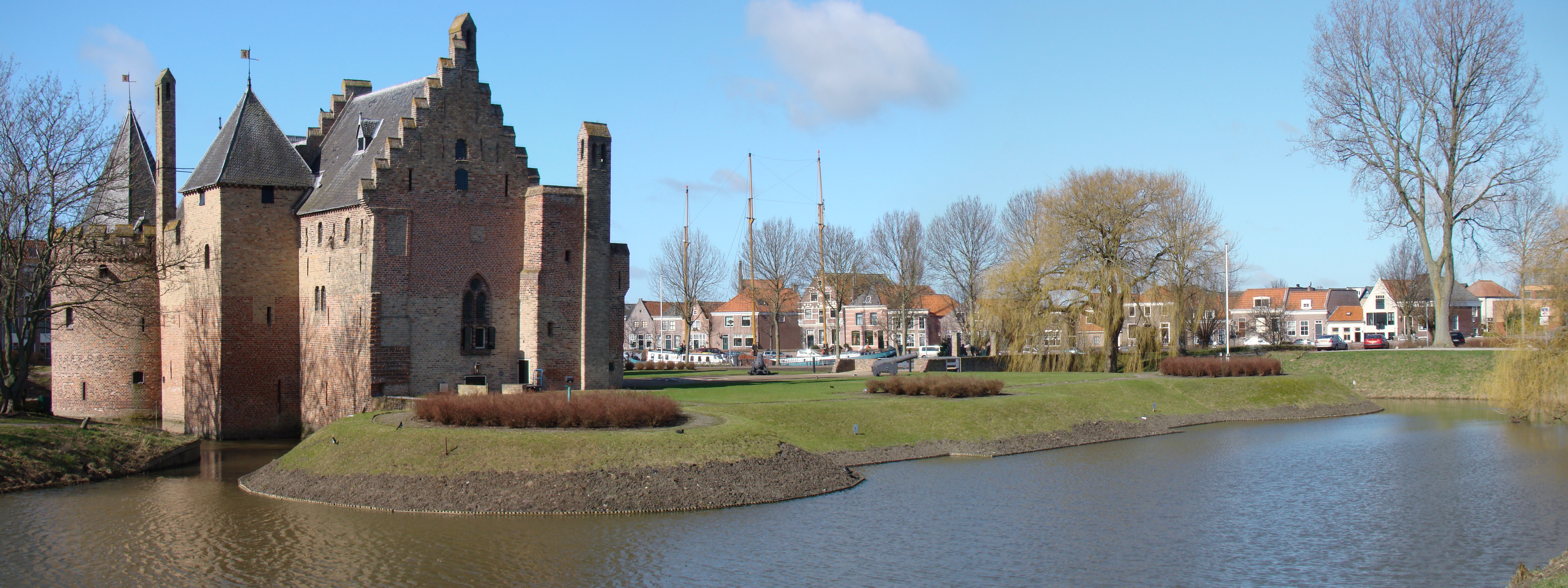
kasteel Radboud anno 2010.

Het Beleg van Medemblik, was een beleg van de stad Medemblik door prins Maurits namens de Staten van Holland tegen de opstandige bevelhebber van deze stad, Diederik Sonoy, die werd geholpen door Engelse soldaten ten tijde van de Tachtigjarige Oorlog. Het beleg vond plaats van 27 februari tot en met 29 april in het jaar 1588, waarna deze stad bij verdrag overging aan de belegeraars.

## Aanloop
Diederik Sonoy was bevelhebber in Medemblik die een eed had afgelegd aan de graaf van Leicester. Nadat Maurits was benoemd tot stadhouder weigerde Sonoy de eed aan Maurits af te leggen. Intussen ontstond muiterij onder zijn soldaten, die zich ook uitbreidde naar andere steden. Deze soldaten eisten de volledige uitbetaling van de achterstallige soldij. Hij wist de gemoederen tot bedaren te brengen maar had zich wel uit voorzorg teruggetrokken op het kasteel Radboud. Intussen waren de Staten wantrouwig geworden naar hem toe, want Sonoy had tenslotte 450 man bezetting meer binnen Medemblik gebracht dan hem was opgedragen. Bezoek van gemachtigden van de Staten en zelfs van Maurits zelf leidden tot niets. Sonoy en zijn mannen beriepen zich op een eed die zij eerder aan de Graaf van Leicester hadden afgelegd. Het wantrouwen tegen Sonoy nam nog eens in omvang toe nadat bleek dat deze vanuit Amsterdam zes tonnen buskruit naar de stad had laten brengen.

## Beleg
Toen Maurits en de Staten ervan overtuigd waren dat Sonoy van plan was zich binnen de stad te versterken zagen zij zich genoodzaakt de stad met geweld in te nemen. Maurits trok samen met Johan van Oldenbarnevelt en andere heren naar Medemblik via Hoorn. In Hoorn wist Maurits een compagnie van Sonoy de stad uit te jagen. Op 27 februari arriveerde Maurits voor Medemblik. Daar was intussen Bardens, burgemeester van Amsterdam, door de Raad van State aanwezig om te bemiddelen met Sonoy. Toen er geen voortgang was in deze bemiddelingen begonnen Maurits' troepen met het aanbrengen van versterkingen aan de toegangswegen. Tijdens het aanbrengen van deze versterkingen werd soms over en weer geschoten. Ook werd soms op de stad geschoten vanaf enkele oorlogsschepen die in de haven lagen. Sonoy rekende intussen op versterkingen van Charles Howard die volgens een brief van Daniel de Dieu, een predikant uit Vlissingen, onderweg was met acht grote schepen, en zes pinassen om hem te ontzetten. Ook zouden Sonoy's compagnieën uit Harderwijk en Kampen hem daarin steunen. Echter de koeriers waren in handen van Maurits gevallen. Maurits probeerde tevergeefs de dijken door te steken door geboden tegenstand vanuit Medemblik. Sonoy liet de brieven uit England zien, waaruit zijn aanhangers kracht putten. Maar toen ontving Sonoy een brief waarin stond dat de Graaf van Leicester afstand had genomen van zijn bewind in de Nederlanden waardoor Sonoy van zijn eed aan de graaf was ontslagen.

## Nasleep
Hierop ging Sonoy op 29 april weer met Maurits aan de onderhandelingstafel zitten onder bemiddeling van de Engelse krijgsheer Willoughby. Hieruit ontstond een verdrag waarin werd bepaald dat Sonoy binnen Medemblik mocht blijven, maar wel met de afgesproken aantal soldaten, en niet op eigen houtje nieuwe projecten mocht ondernemen. Bovendien kreeg Sonoy de keuze tussen een behoorlijk dienstbevel of een eerlijk ontslag. Hiermee leek de rust binnen de stad teruggekeerd, maar dit bleek van korte duur. Sonoy had die tijd als bevelhebber in de stad de haat van de Medemblikse burgers over zich afgeroepen, en hij kon al een tijd lang niet over straat zonder gevaar voor eigen leven. Hij had daar met ijzeren hand geregeerd. Hij had ook regelmatig met de wethouders overhoop gelegen, die zich regelmatig voor het kasteel hadden verzameld en allerlei scheldwoorden naar het kasteel riepen. Vanwege deze achtergronden bood Sonoy zijn ontslag aan, dat hem werd toegekend onder een beloning van 1000 ponden jaargeld. Sonoy verhuisde daarop naar de borg Dijksterhuis nabij het dorp Pieterburen, in de Ommelanden.